# Алёшкин-Саплык
Алёшкин-Саплык (офиц. Алешкин-Саплык, тат. Алешкин Саплык, чув. Саплăк) — село в Дрожжановском районе  Республики Татарстан Российской Федерации. Входит в состав Алёшкин-Саплыкского сельского поселения.

## География
Село расположено в 6 километрах к северо-востоку от села Старое Дрожжаное.    

## История
Село основано в XVIII веке (по другим данным — упоминается в документах с 1664 года). 
Село Алешкин-Саплык — выселок материнской деревни Алёшкина-Саблыкова тож — основано в 1752 году. По преданиям и рассказам старожилов, основателем села был бедный чувашский крестьянин по имени Алёша, который до переселения на нынешнее место проживал в деревне Алешкина, Саблыкова тож, которая находилась в 1,5 верстах к северо-востоку от деревни Старое Дрожжаное, вблизи реки Чилне (так в старину называли Цильну), на её восточном (правом) берегу.  
Школа грамоты в деревне Алешкин-Саплык была открыта в 1903 году.  
В деревне Алешкин-Саплык первая церковь была построена и начала функционировать в середине 1920-х, однако, в начале 1930-х годов она уже была закрыта.  
До 1860-х годов жители относились к категории удельных (до 1797 года — дворцовых) крестьян. Занимались земледелием, разведением скота, отхожими промыслами: работали плотниками, пильщиками, чернорабочими в селениях Буинского и соседних уездов. 
В марте 1918 года в деревне Алешкин-Саплык образован сельский совет.  
В начале XX века в Алёшкин-Саплыке функционировали 8 торгово-промышленных заведений. В этот период земельный надел сельской общины составлял 915,2 десятин. До 1920 года село входило в Убеевскую волость Буинского уезда Симбирской губернии. С 1920 года в Буинском кантоне ТАССР. С 10 августа 1930 года в Дрожжановском, с 1 февраля 1963 года в Буинском, с 30 декабря 1966 года в Дрожжановском районах.

## Население
| 1859 | 1911 | 1920 | 1926 | 1938 | 1949 | 1958 | 1970 | 1979 | 1989 | 2000 | 2002 |
| ---- | ---- | ---- | ---- | ---- | ---- | ---- | ---- | ---- | ---- | ---- | ---- |
| 319  | 711  | 766  | 700  | 843  | 1155 | 1389 | 1824 | 1756 | 1536 | 1032 | 734  |

## Экономика
Полеводство, молочное скотоводство, свиноводство; комбикормовый завод.

## Социальная инфраструктура
Средняя школа, дом культуры, библиотека, детская площадка, 2 музея (школьный и краеведческий).